# Аппакова, Даржия Сейфулловна
Даржия Сейфулловна (Дарья Семёновна) Аппакова (14 марта 1898, дер. Байгулово Казанская губерния -28 мая 1948, Казань) — татарская советская писательница, драматург, журналист.

## Биография
Дочь крестьянина-бедняка. Из крещёных татар. Окончила центральную крещено-татарскую школу в Казани. Получила специальность педагога. В 1914—1919 учительствовала, работала корреспондентом газеты «Кызыл Алям» («Красное Знамя», 1919—1925).
В 1922—1923 обучалась в драматической студии при Казанском Большом драматическом театре, в 1923—1925 выступала на сцене Казанского политотдела РККА.
В 1928—1943 гг. проживала в Средней Азии.
Член Союза писателей СССР с 1935 года.

## Творчество
Литературный дебют состоялся в 1932 в Узбекистане. Основная тема произведений: борьба трудящихся Узбекистана и Туркмении за коллективизацию («Михнат», ч. 1—2, 1933—1935).
Большинство произведений Д. Аппаковой было предназначено для детей и юношества.
Рассказы «Мамет и старый Амон» (1934), повесть «Люди» (1937) рассказывает о тяжелом положение туркменских и цыганских детей до Октябрьской революции. В повести «История маленькой Бану» («Кечкенә Бануның тарихи», 1938) показана беспросветная жизнь татарских батраков, перемены в их быту после революции.
Автор — пьес и сказок для детей.

## Избранные произведения
Проза
- «Рөстәм»
- «История маленькой Бану» («Кечкенә Бануның тарихи», 1935),
- «Скрипучие башмачки» («Шагырдавыклы башмаклар», сборник, 1948),
- «Рассказы и пьесы» («Хикәяләр һәм пьесалар», 1953),
- «Избранные произведения» (1957).

Пьесы
- «Тапкыр егет» (1943),
- «Шүрәле» (1944),
- «Бишек җыры» (1946),
- «Находчивый юноша» (1945, постановка Театр им. Камала, Казань),
- «Колыбельная песня» (1949, постановка татарской труппы ТЮЗа, Казань),
- «Ильдус» (1947, постановка татарской труппы ТЮЗа, Казань, 1950)